# Якопо Тінторетто
Якопо Робусті більше відомий як Тінторетто (італ. Jacopo Robusti, Jacopo Comin, Tintoretto; 29 вересня 1518 — 31 травня 1594) — італійський художник з міста Венеція, представник високого венеційського Відродження і маньєризму. Малював портрети, релігійні і алегоричні композиції.

## Біографія

### Прізвисько
Тінторетто — прізвисько, що йде від італ. tinto («пляма»), в дуже вільному перекладі «неохайний». Батько майбутнього художника був фарбувальником бавовни (tintore). Можливо, від цього йшло і виникнення прізвиська майстра.
Якопо не ображався на це прізвисько. Більше того, він узяв його офіційно, про що свідчить збережений документ від нотаріуса від 1539 року.

### Біограф венеційських художників
Ним був Карло Рідольфі (1594—1658). На жаль, він народився у рік смерті Тінторетто і не зустрів того живим. Карло Рідольфі і надрукував у 1648 році «Дива мистецтва, або Життєписи найвідоміших художників Венеції». Рідольфі відштовхувався в своїй книзі від зразка, поданого Вазарі, тому легенди, перекази і факти подав в суміші. Реальний Якопо Робусті був дещо іншим.

### Злиденна юність
Родина Робусті не належала до багатіїв чи нобілів Венеції. Тому молодий Якопо заробляв на життя фарбуванням і розписом будинків та весільних скринь — кассоне. Нема точних відомостей і про вчителів Якопо, а коротке навчання у Тіціана вважають легендою.
Якщо у Тінторетто не було свого вчителя, то він автодидакт і це робить йому честь як особі, що створила себе сама. Він міг багато чого запозичити з картин своїх попередників і сучасників. Адже Венеція дивувала гостей і мешканців міста художніми скарбами в чисельних церквах і палацах не гірших за Флоренцію чи Рим. 16 століття в Італії було здебільшого мистецтвом доби маньєризму. І великий присмак маньєризму має ціла низка творів Тінторетто. Але в Венеції ясне і гармонійне мистецтво Відродження затрималось довше, ніж у Флоренції чи Римі. Венеція мала свої особливості і в історії, і в мистецтві довгі століття. Тому ранішні твори Тінторетто і портрети його пензля цілком в стилі Відродження, а релігійні образи здебільшого в стилістиці маньєризму. Його творчість була на довгому переході цих напрямків із одної ідейно-стилістичної системи в другу.

### Художня манера і ракурс

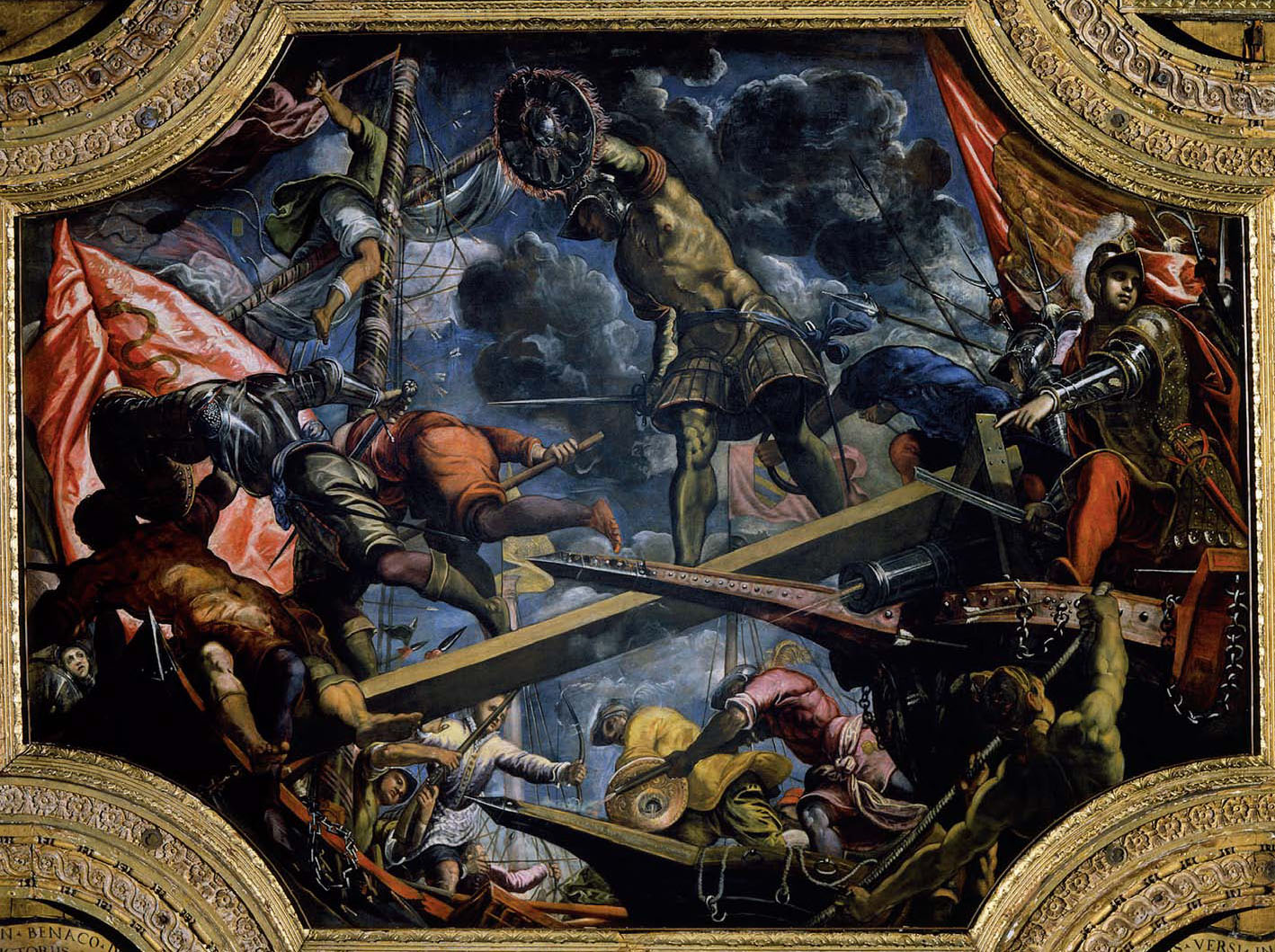
Зразок живопису Тінторетто в палаці дожів Венеції.

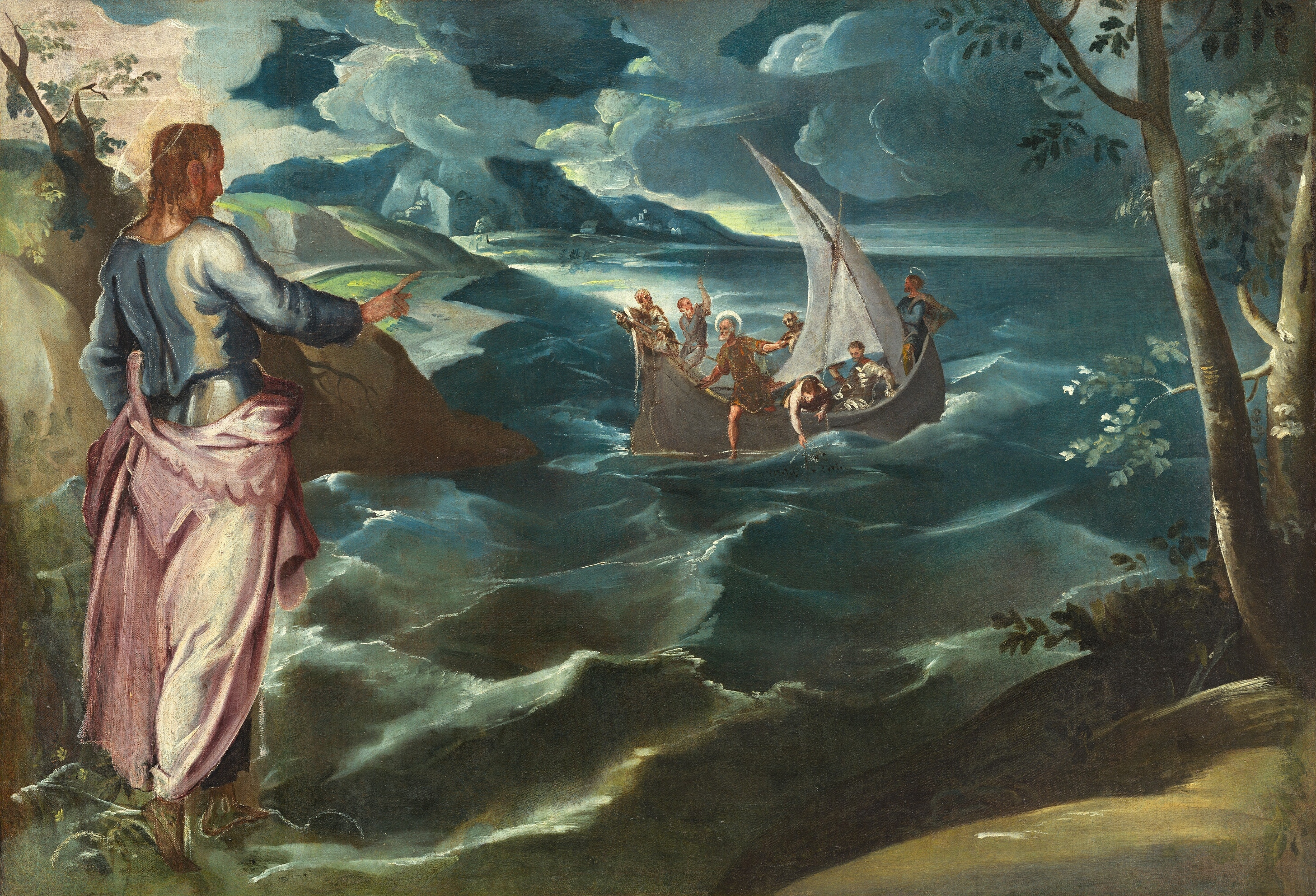
«Хождіння по воді Господом»

Навіть серед венеційських майстрів, таких індивідуальних і особистих, художня манера Тінторетто посіла окреме місце. Розробляючи якусь композицію, майстер ліпив маленькі фігури і прив'язував їх мотузками до рами. Він міняв їх розташування, декор тощо. Композиції Тінторетто дивують свіжістю і незвичністю. Як ніхто, він володів мистецтвом використання незвичного ракурсу. Не менш індивідуальною була і його манера накладання фарб на полотно — швидка, темпераментна, різна за товщиною на різних місцях картини. За висловом російського художника XIX століття Сурикова, Тінторетто орав і боронив фарби, наче землю в полі.

### Малюнки Тінторетто
Не менш індивідуальним був Тінторетто і в своїх малюнках. Їх зберіглося небагато. Але, ймовірно, їх і не було багато. Бо як більшість майстрів Венеції, він часто малював одразу на полотні, покладаючись на віднайдену на моделях композицію і свою могутню уяву. Це не завжди працювало на виразність і завершений вигляд картин. Сучасників і замовників картин дратували фігури другого ряду на полотнах майстра з погано вимальованими обличчями чи схематичним одягом, через який проглядали дерева чи деталі на тлі. Є картини, що цілком створені без спостережень за натурою, а лише за уявою майстра. Їх відрізняє штучність, фантазійність, яку помітили і сучасники. Картини Тінторетто дуже різні за мистецькими якостями, іноді — недбалі.
Тінторетто виправдовувався великою кількістю замов і вимушеною швидкістю своєї роботи. Але він не вимагав великих коштів за свої картини, як Тіціан, а частку картин віддавав взагалі безкоштовно.

### Портрети пензля Тінторетто

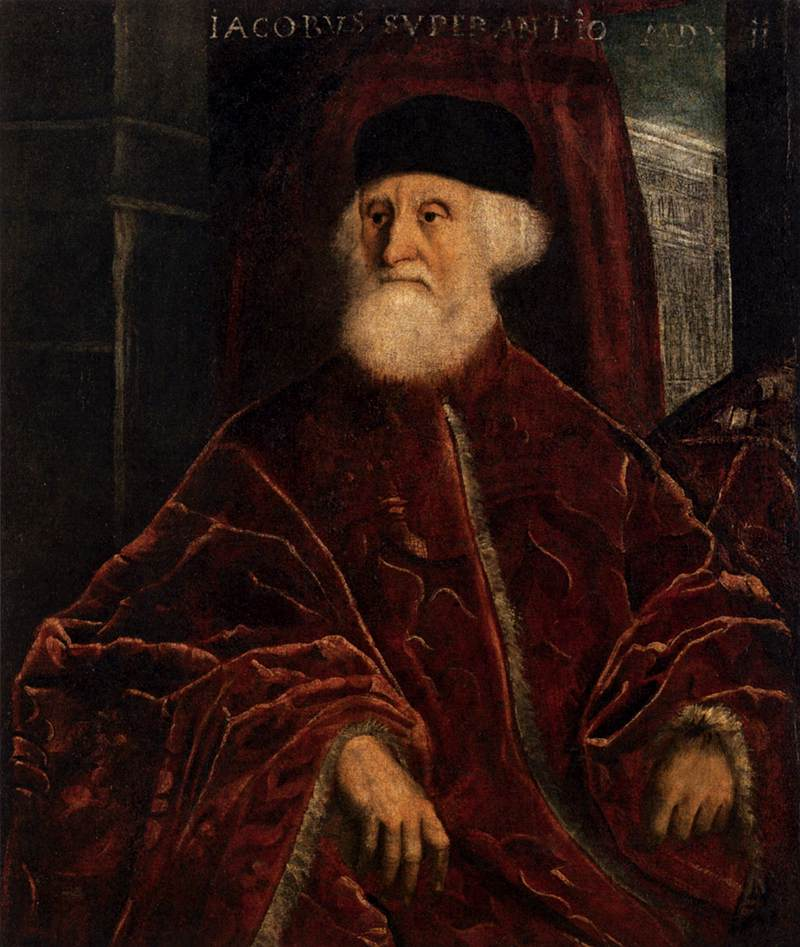
«Портрет прокуратора Якопо Соранцо», бл. 1550. Галерея Академії, Венеція
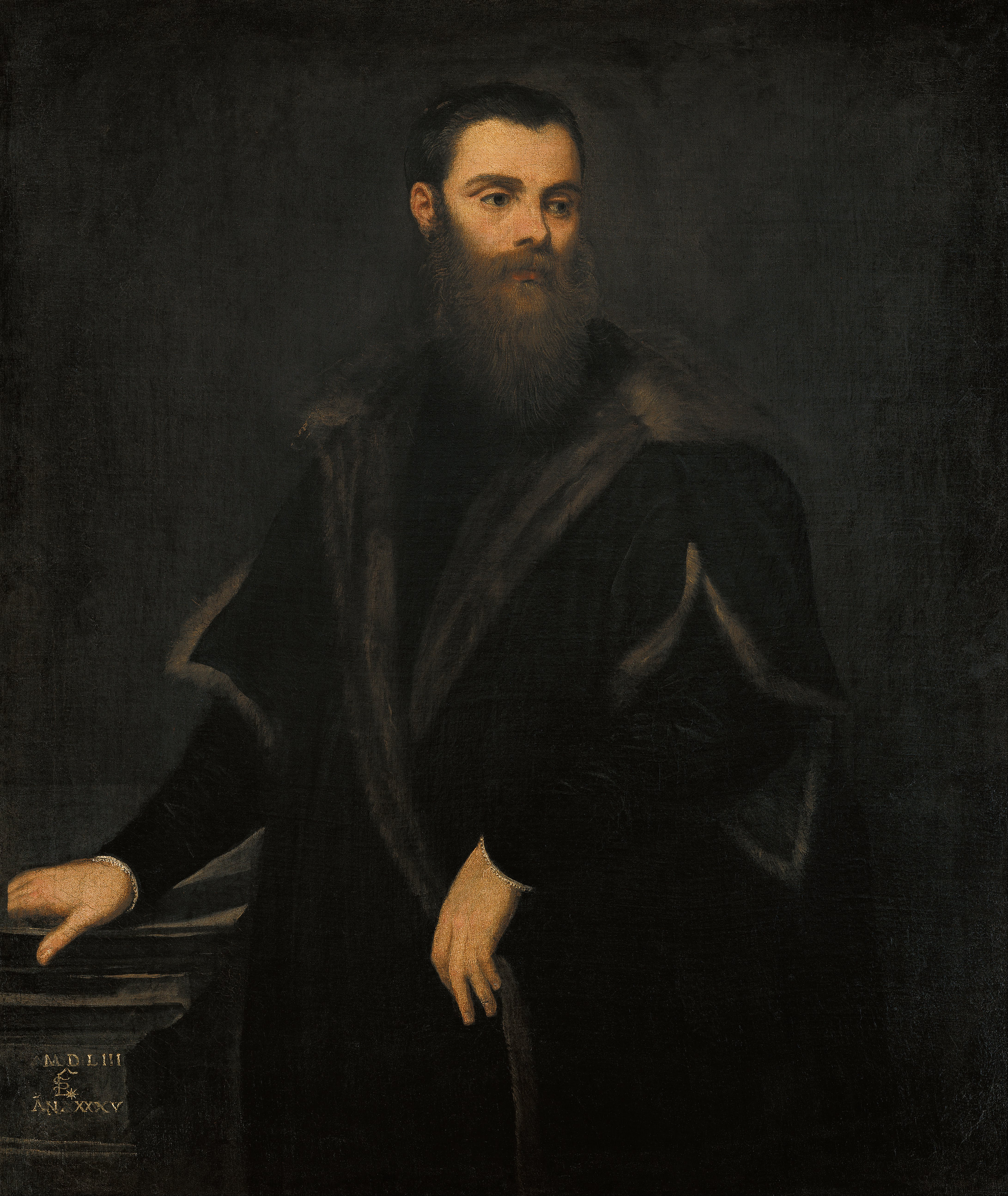
«Портрет Лоренцо Соранцо», 1553. Музей історії мистецтв, Відень
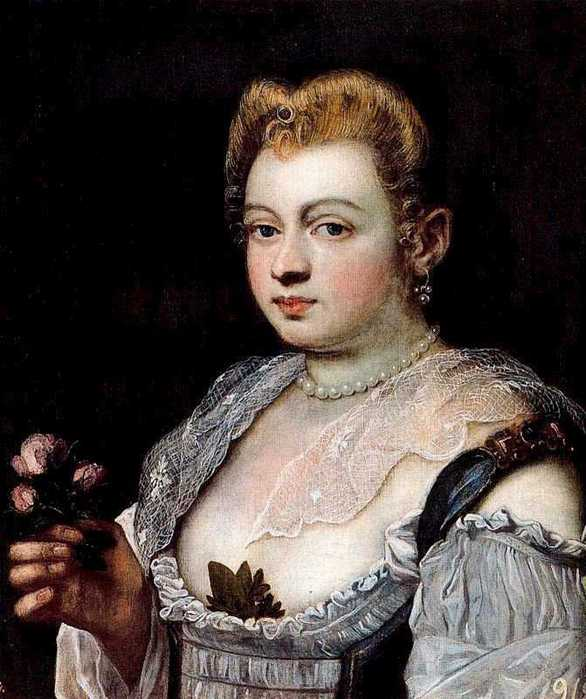
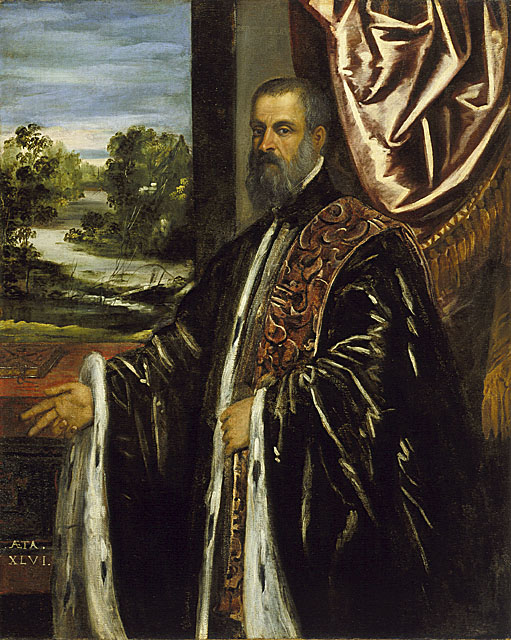
Сенатор з Венеції

### Скуола Гранде ді Сан Марко в Венеції

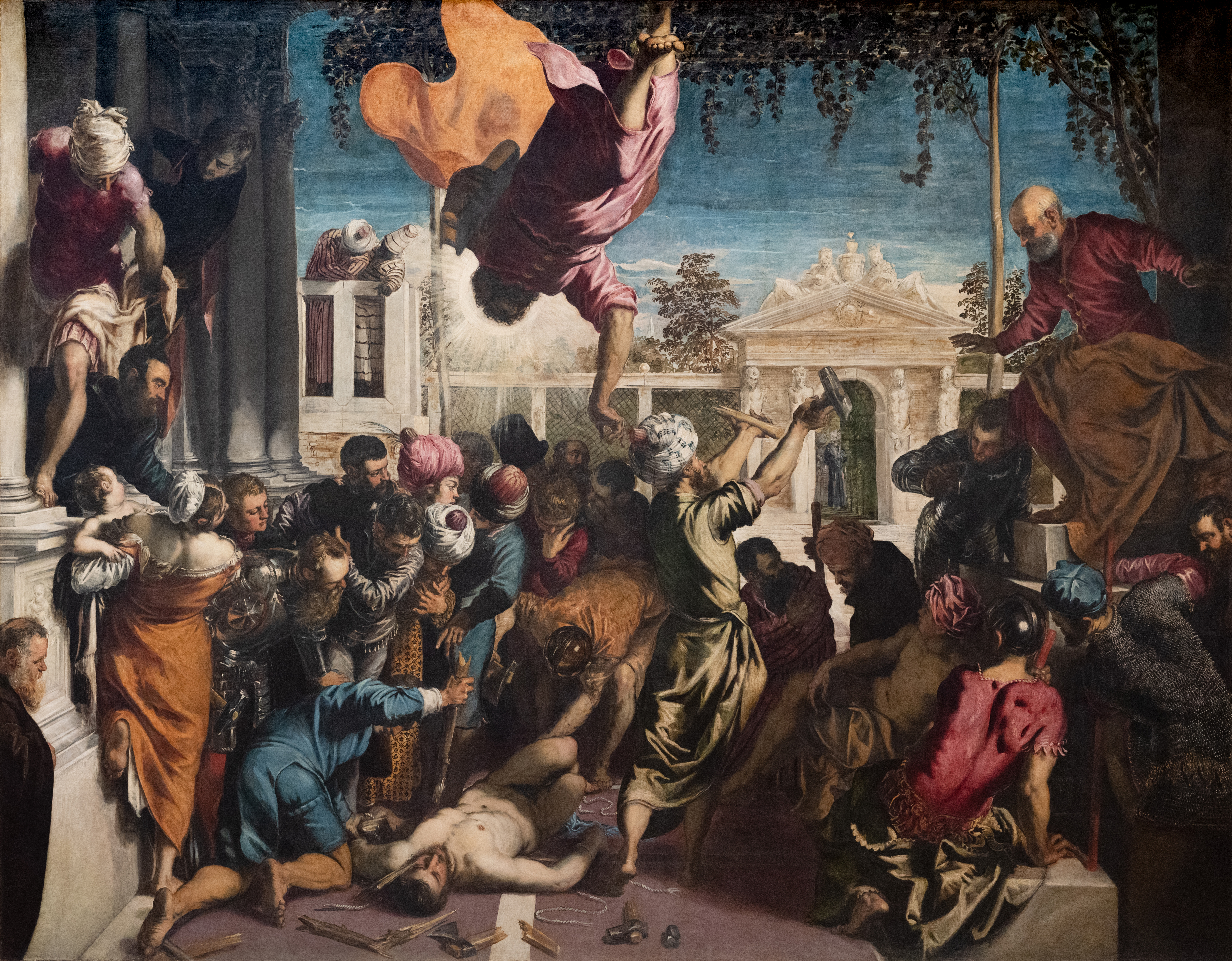
Диво Святого Марка, 1548 рік

Особливістю громадського життя венеційців XVI століття були релігійни гуртки, що збирались в скуолах. Кожна скуола обирала собі якогось Святого за покровителя. Святий Марк був покровителем міста Венеція, якому присвятили головний собор міста. Була ще й скуола Святого Марка. У 1540-ві роки Тінторетто разом з іншими художниками брав участь у декоруванні цієї скуоли. Його твори сподобались і він перезнайомився з гуртком. Трохи пізніше він бере шлюб з дочкою головного охоронця скуоли і стає для гуртка цілком своїм. До Тінторетто згодом перейдуть усі замови на картини для цієї скуоли, бо він був щось на кшталт офіційного художника гуртка. Один з шедеврів Тінторетто — картина «Диво Святого Марка» 1548 року — намальована саме для «своєї» скуоли (нині в Галереї Академії, Венеція).
Працював Тінторетто і для других скуол. Для скуоли Сан Рокко (захісника від чуми) Тінторетто намалював більше 50 картин.

### Родина і дочка художниця
В родині було троє дітей, два сини і дочка — Маріетта Робусті Тінторетто. Діти допомагали батьку у виконанні багатьох замовлень. А дочка стане одною з перших жінок художниць в Венеції.
Маріетта померла у віці 30 років, що було великою втратою для родини. Батько був настільки пригніченим передчасною смертю дочки, що дав обіцянку мовчання.

### Єдина подорож Тінторетто
Слава Тінторетто перетнула Венецію і майстер отримав замову від герцога з міста Мантуя. Художник з помічниками за рік виконали замову і Тінторетто отримав запрошеня до герцогського двору, аби представити там свої картини. Художник відвідав Мантую, таку не схожу на Венецію. Дослідники вважають, що то була єдина далека подорож майстра, що ніколи не полишав рідного міста.

### Смерть

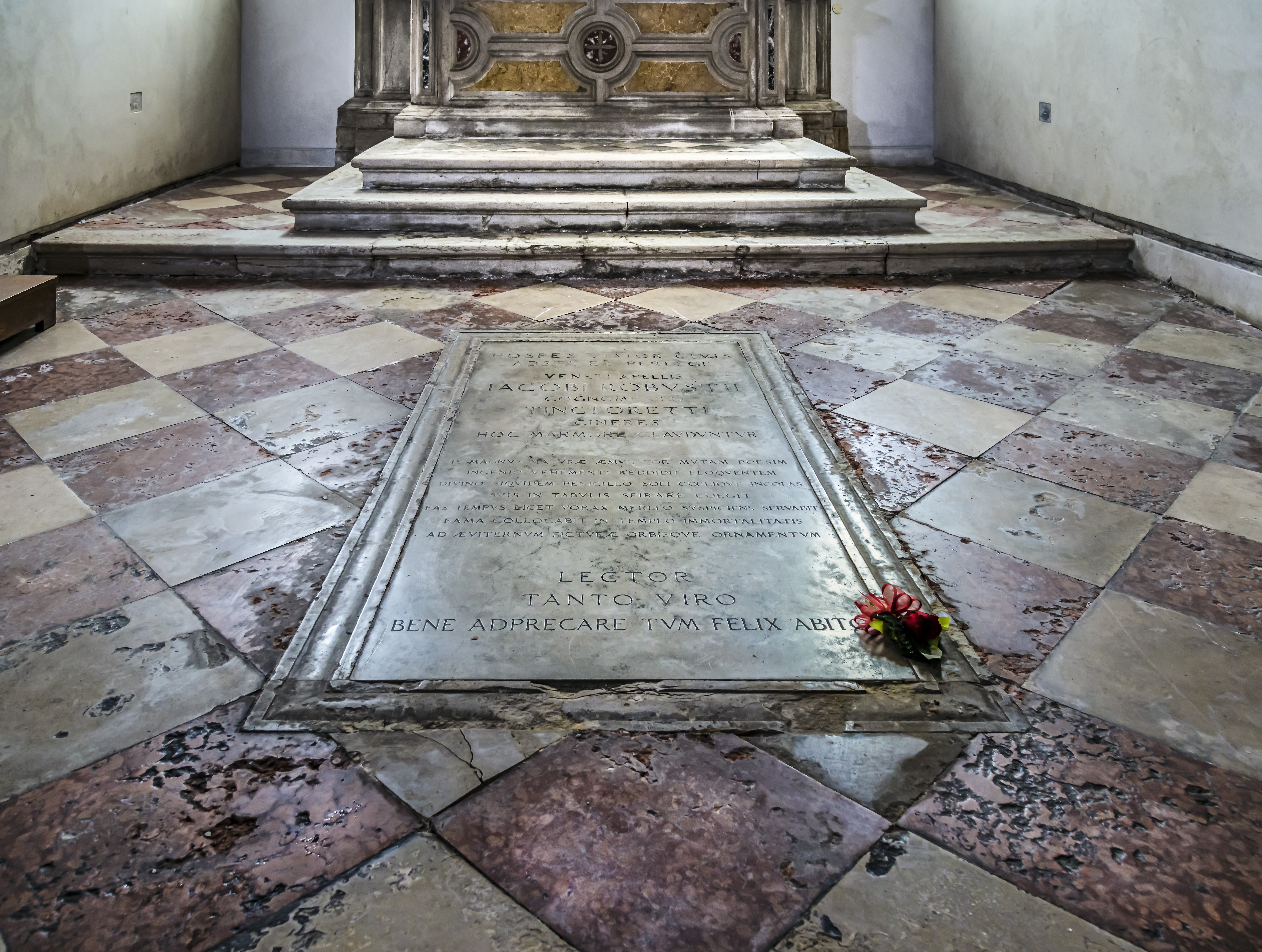
Могила в церкві Мадонна-дель-Орто

Тінторетто почув власну смерть у 75-річному віці. Він пише заповіт і наказує сину Доменіко закінчити картини, що залишились у власній майстерні. Художник помер в травні 1594 року і був похований на цвинтарі церкви Санта Марія дель Орто (Церква Мадонна делл'Орто), де трохи раніше поховали і його дочку Маріетту.

## Галерея вибраних творів

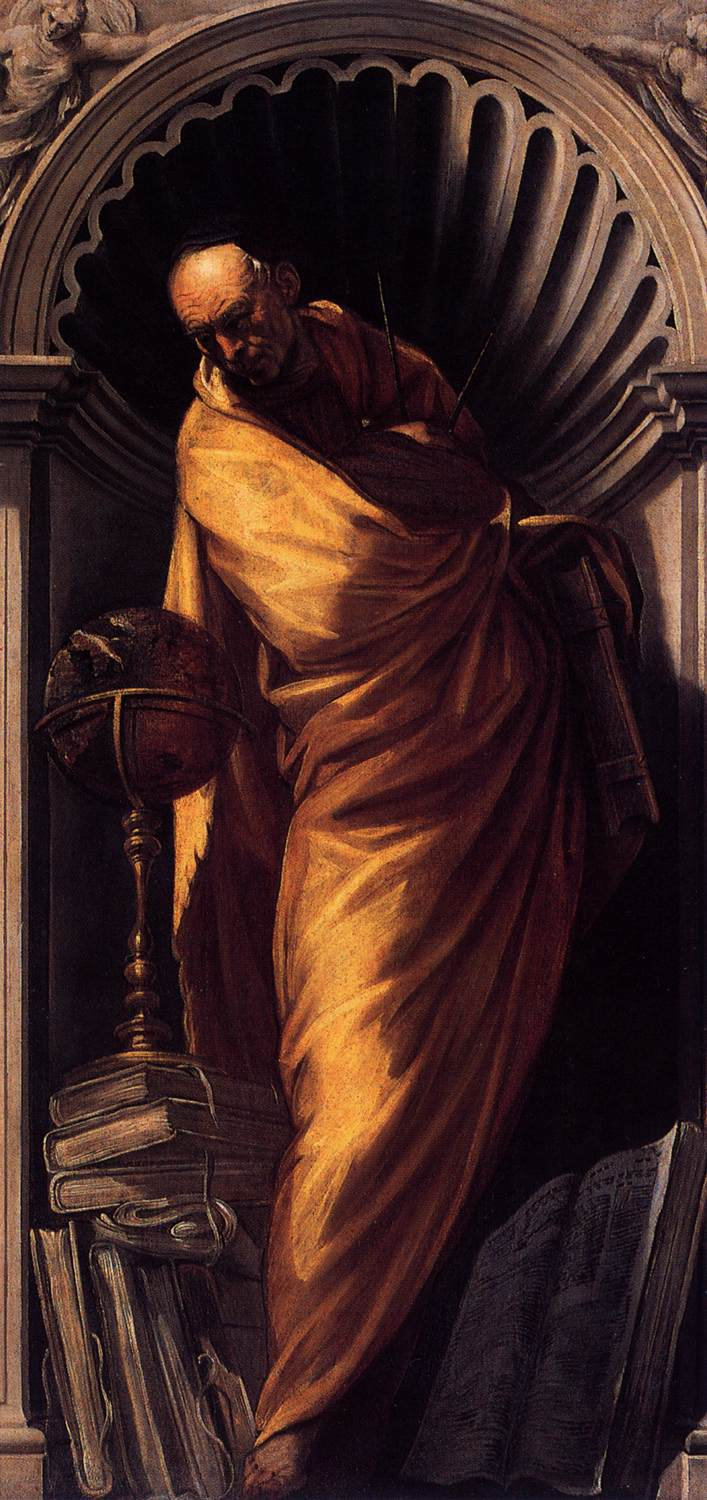
«Філософ», 1570, Національна бібліотека святого Марка, Венеція.
«Христос в Еммаусі», Музей образотворчих мистецтв, Будапешт.
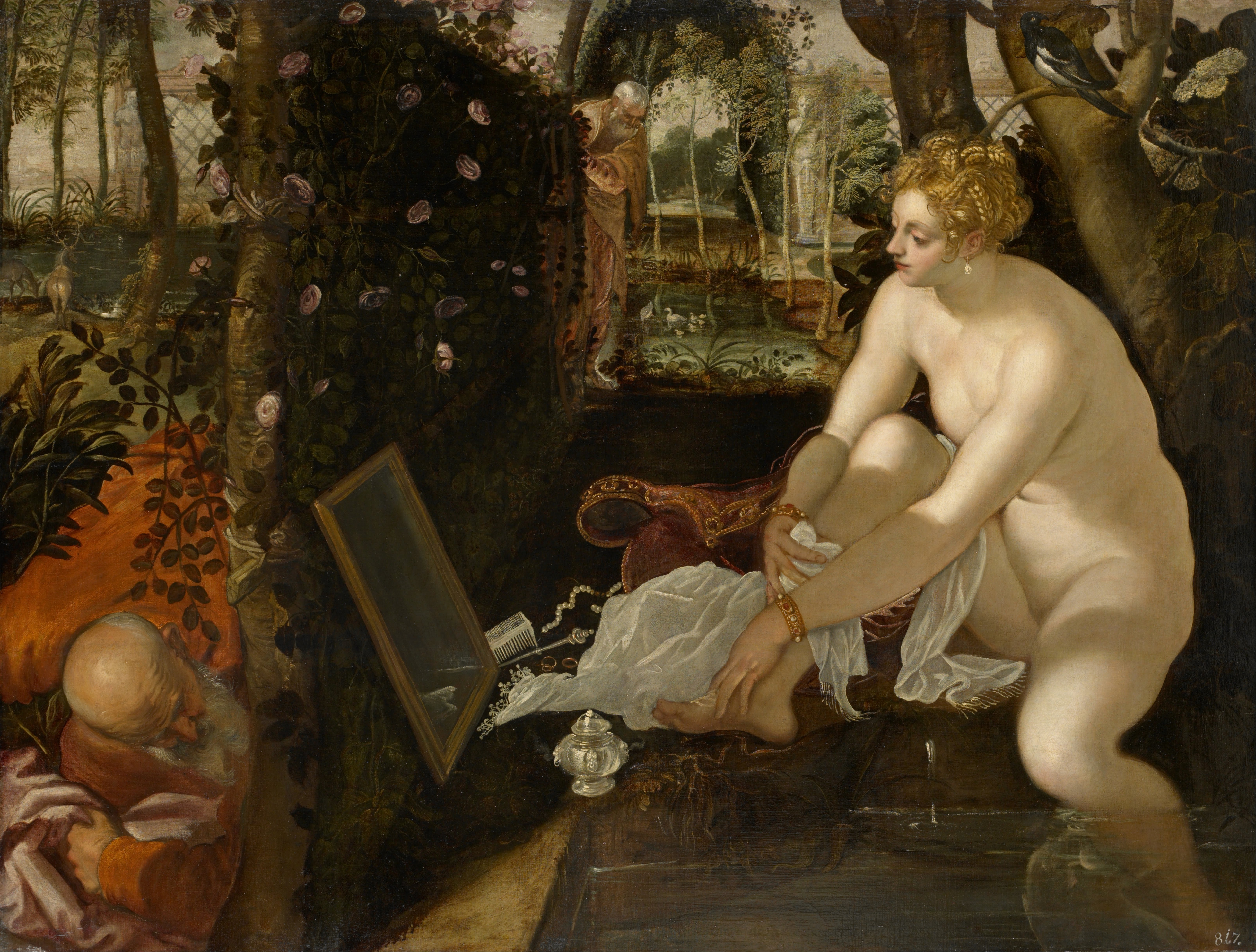
«Сусанна і старці», 1555–1556. Музей історії мистецтв, Відень
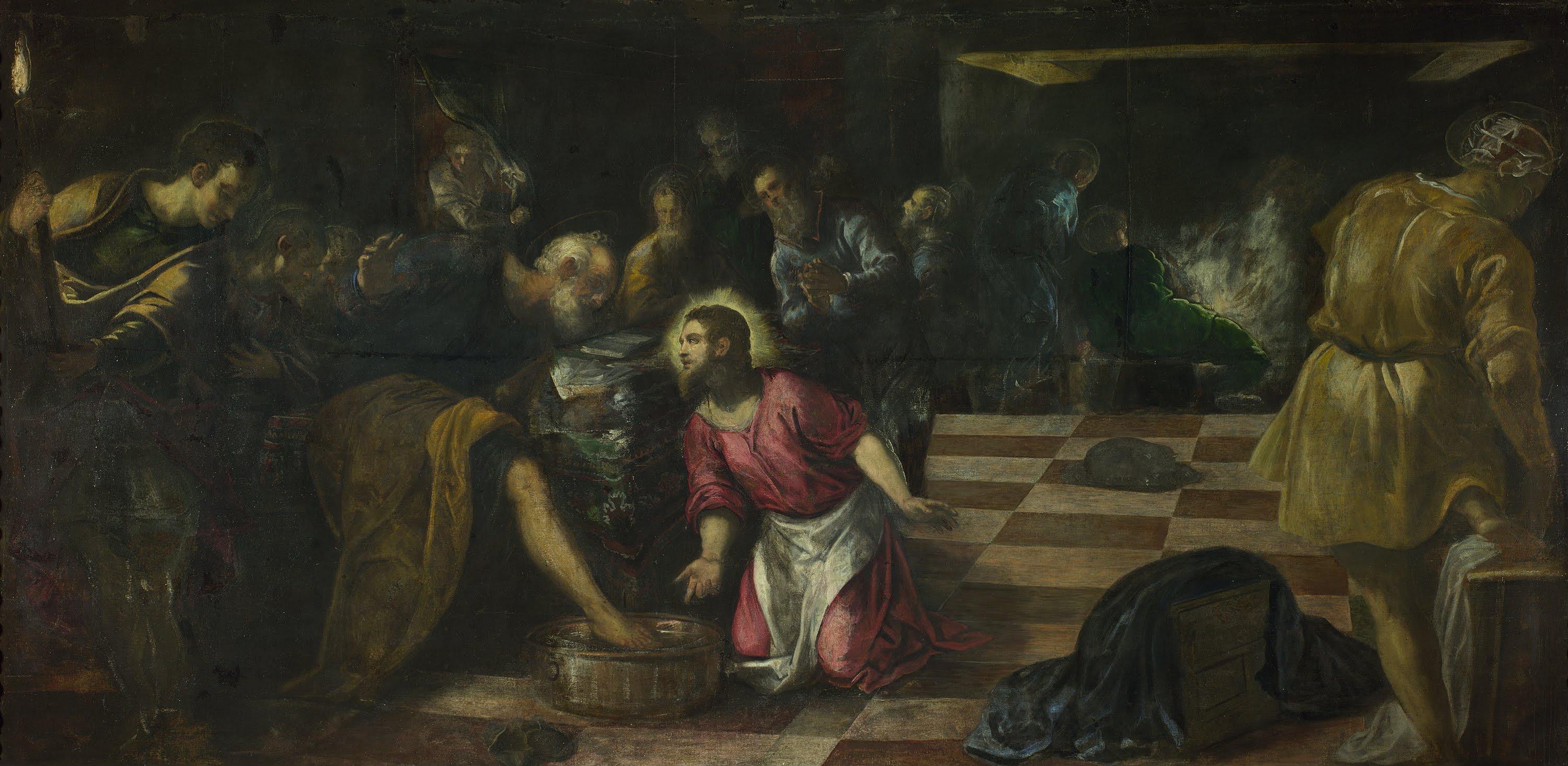
«Христос миє ноги апостолам», Національна галерея, Лондон
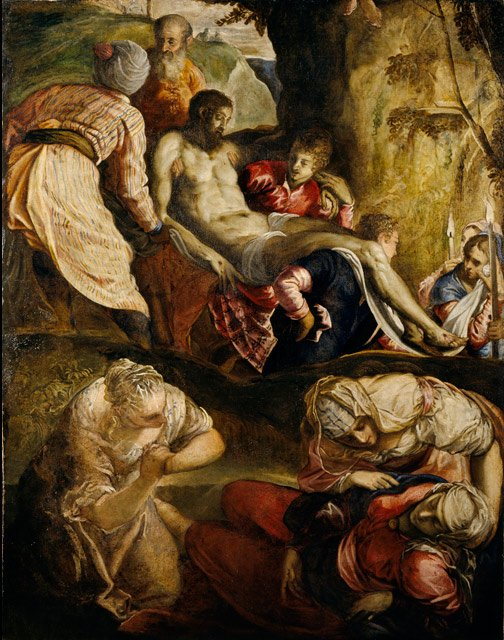
«Покладання Христа у труну», 1565 р., Національна галерея Шотландії, Единбург
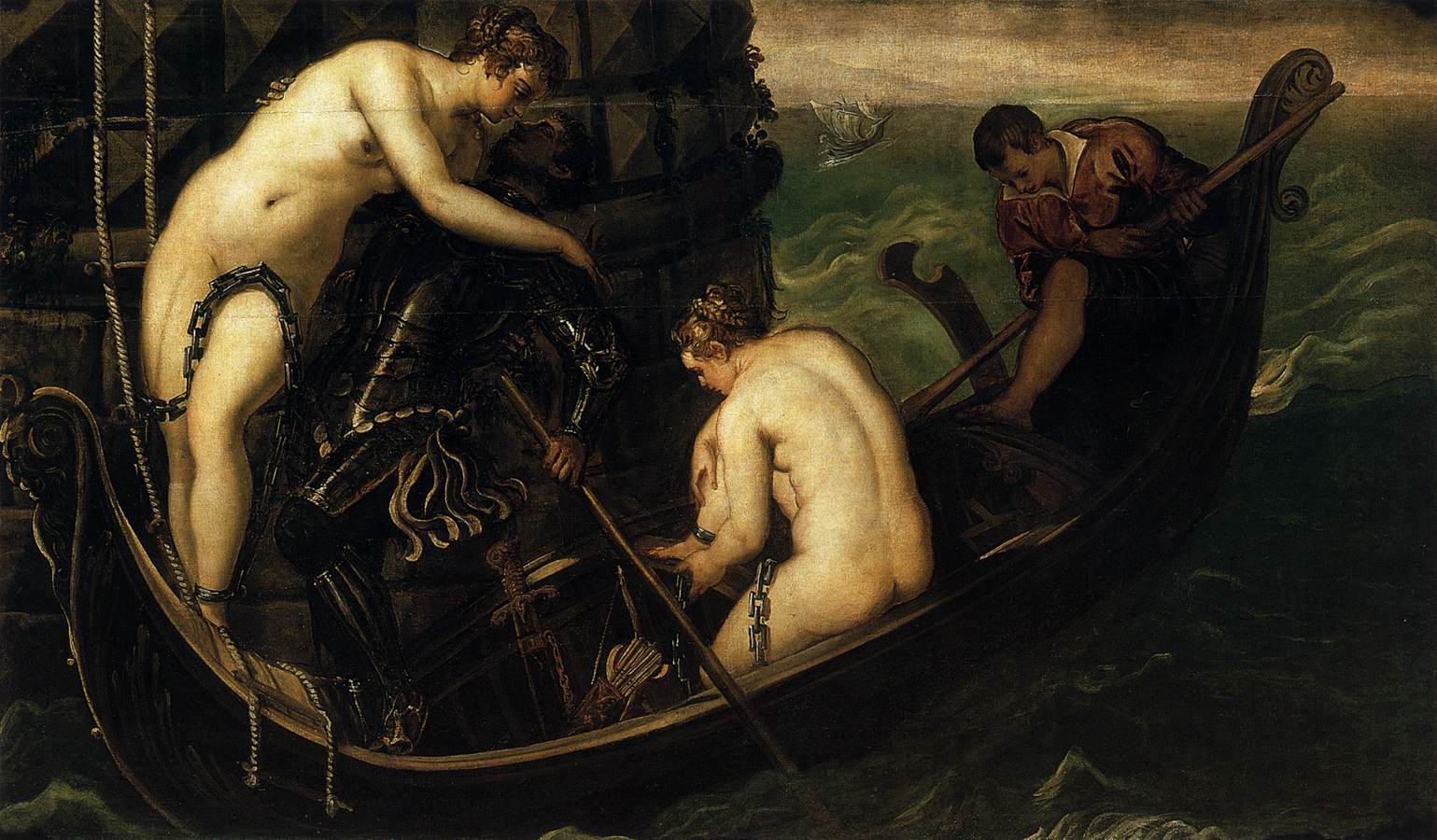
Рятування Арсіної, 1556 р., Галерея старих майстрів, Дрезден
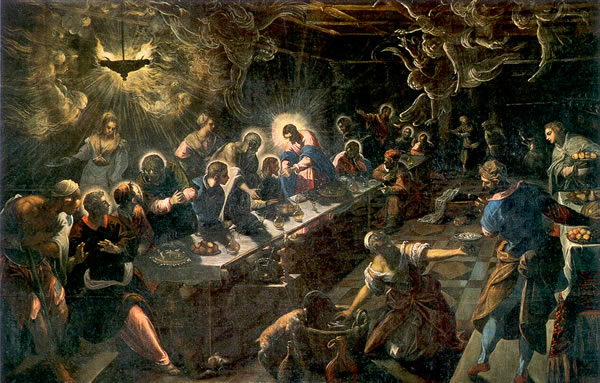
Тайна вечеря — картина, виконана в 1592-1594 роках

### Країни світу, де зберігають твори Тінторетто
- Австралія
- Австрія
- Велика Британія
- Вірменія
- Голландія
- Іспанія
- Італія
- Німеччина
- Росія
- США
- Угорщина
- Франція
- Чехія
- Швейцарія